# سوچیترا کریشنامورتی
سوچیترا کریشنامورتی (به انگلیسی: Suchitra Krishnamoorthi)(زاده ۲۷ نوامبر ۱۹۷۵) بازیگر هندی است.
از فیلم‌هایی که وی در آن نقش داشته‌است می‌توان به گاهی آره گاهی نه، قتل همسر من، کارما و هولی و رومئو اکبر والتر اشاره کرد.